# واشینگتن پارک (آریزونا)
واشینگتن پارک (به انگلیسی: Washington Park) یک منطقهٔ مسکونی در ایالات متحده آمریکا است که در شهرستان جیلا، آریزونا واقع شده‌است. واشینگتن پارک ۶٫۷۹ کیلومتر مربع مساحت و ۲٬۳۸۰ نفر جمعیت دارد و ۱٬۷۰۶٫۹ متر بالاتر از سطح دریا واقع شده‌است.